# 오투 (래퍼)
오투는 대한민국의 래퍼다. 2018년 싱글 《One》으로 데뷔했다.

## 방송
- 하고싶은말을해라 1 (2020) - Top16